# Petrovice (powiat Rakovník)
Petrovice – miejscowość i gmina (obec) w Czechach, w kraju środkowoczeskim, w powiecie Rakovník. W 2022 roku liczyła 277 mieszkańców.